# Campionati africani di badminton a squadre 2020
I Campionati africani di badminton a squadre 2020 si sono svolti a Il Cairo, in Egitto, dal 10 al 13 febbraio 2020. È stata la 8ª edizione del torneo, organizzato dalla Badminton Confederation of Africa.

## Podi
| Evento           | Oro     | Argento   | Bronzo    |
| Torneo maschile  | Algeria | Mauritius | Sudafrica |
| Torneo maschile  | Algeria | Mauritius | Egitto    |
| Torneo femminile | Egitto  | Algeria   | Mauritius |